# EMX1
EMX1 (англ. Empty spiracles homeobox 1) – білок, який кодується однойменним геном, розташованим у людей на короткому плечі 2-ї хромосоми.  Довжина поліпептидного ланцюга білка становить 257 амінокислот, а молекулярна маса — 28 039.
| 10         |  | 20         |  | 30         |  | 40         |  | 50         |
| ---------- |  | ---------- |  | ---------- |  | ---------- |  | ---------- |
| MFQPAAKRGF |  | TIESLVAKDG |  | GTGGGTGGGG |  | AGSHLLAAAA |  | SEEPLRPTAL |
| NYPHPSAAEA |  | AFVSGFPAAA |  | AAGAGRSLYG |  | GPELVFPEAM |  | NHPALTVHPA |
| HQLGASPLQP |  | PHSFFGAQHR |  | DPLHFYPWVL |  | RNRFFGHRFQ |  | ASDVPQDGLL |
| LHGPFARKPK |  | RIRTAFSPSQ |  | LLRLERAFEK |  | NHYVVGAERK |  | QLAGSLSLSE |
| TQVKVWFQNR |  | RTKYKRQKLE |  | EEGPESEQKK |  | KGSHHINRWR |  | IATKQANGED |
| IDVTSND    |  |            |  |            |  |            |  |            |

A: Аланін

D: Аспарагінова кислота

E: Глутамінова кислота

F: Фенілаланін

G: Гліцин

H: Гістидин

I: Ізолейцин

K: Лізин

L: Лейцин

M: Метіонін

N: Аспарагін

P: Пролін

Q: Глутамін

R: Аргінін

S: Серин

T: Треонін

V: Валін

W: Триптофан

Кодований геном білок за функцією належить до білків розвитку. 
Задіяний у такому біологічному процесі як альтернативний сплайсинг. 
Білок має сайт для зв'язування з ДНК. 
Локалізований у цитоплазмі, ядрі.